# Chu-pej
Chu-pej (čínsky: 湖北; pinyin: Húběi) je provincie v Čínské lidové republice s hlavním městem Wu-chan. Její název znamená doslova „severně od jezera“: míněno je jezero Tung-tching-chu.

## Poloha
Hraničí s pěti provinciemi (Šen-si na severozápadě, Che-nan na severu, An-chuej na východě, Ťiang-si na jihovýchodě, Chu-nan na jihu) a centrálně spravovaným městem na úrovni provincie Čchung-čching na západě.

## Geografie

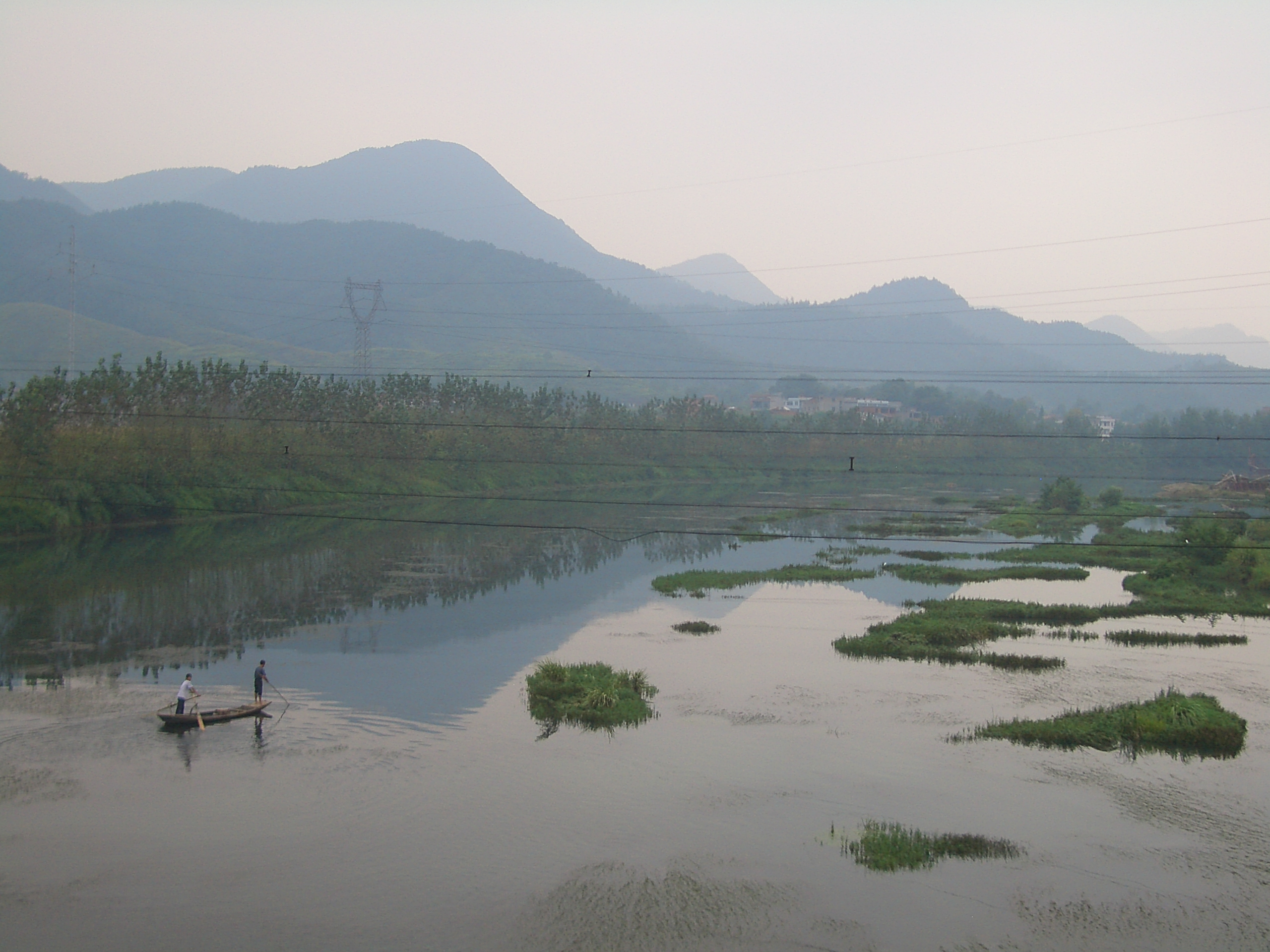
Krajina v Chu-peji

Většinu území tvoří rovina okolo řek Jang-c’-ťiang a Chan-ťiang, posetá četnými jezery, pouze na západní hranici provincie se nachází pohoří Ta-pa-šan, dosahující nadmořské výšky přes tři tisíce metrů. V místě, kde těmito horami protéká Jang-c’-ťiang, leží největší hydroelektrárna na světě, známá jako Tři soutěsky. Podnebí Chu-peje je subtropické a vlhké, významně ovlivňované sezónními monzuny. Provincie patří k největším čínským producentům rýže, pěstuje se také pšenice, bavlník a čajovník, významný je rybolov. Horské oblasti jsou pokryté lesy a bývají využívány k turistice: v zimě se zde dá lyžovat, v létě nejsou sužovány vedry. Těží se borax, apatit, tyrkys, měď a železná ruda. Významnými průmyslovými centry jsou metropole Wu-chan a Š’-jen, sídlo největší čínské automobilky Tung-feng. Důležitým dopravním uzlem s velkými loděnicemi a rozvinutou energetikou je I-čchang. Centrem vzdělanosti je Wuchanská univerzita založená roku 1893.

## Historie
Oblast byla už v neolitu jedním z center rozvoje čínské civilizace. V prvním tisíciletí zde existovalo království Čchu, od dob dynastie Čchin je součástí Číny. Provincie existuje v současných hranicích od roku 1664, do té doby byla součástí provincie Chu-kuang. Na podzim roku 1911 zde proběhlo Wu-čchangské povstání, jehož úspěch vedl k zániku čínského císařství. V létě 1954 postihly kraj okolo Dlouhé řeky katastrofální záplavy, které si vyžádaly přes třicet tisíc životů.
Převážnou většinu obyvatel tvoří Chanové, pouze v horách na západě existuje autonomní obvod Šen-nung-ťia, kde žijí Tchuťiaové a Hmongové.

## Administrativní členění
| Mapa provincie        | #                            | Název (čínsky)       | Název (čínsky)                 | Název (čínsky) | Sídelní městský obvod | Počet obyvatel (2010) |
| Mapa provincie        | #                            | český přepis         | znaky                          | pchin-jin      | Sídelní městský obvod | Počet obyvatel (2010) |
| --------------------- | ---------------------------- | -------------------- | ------------------------------ | -------------- | --------------------- | --------------------- |
| Mapa území            |                              |                      |                                |                |                       |                       |
| Subprovinční město    |                              |                      |                                |                |                       |                       |
| 1                     | Wu-chan                      | 武汉市               | Wǔhàn Shì                      | Ťiang-an       | 9 785 392             |                       |
| Městské prefektury    |                              |                      |                                |                |                       |                       |
| 2                     | E-čou                        | 鄂州市               | Èzhōu Shì                      | E-čcheng       | 1 048 672             |                       |
| 3                     | Chuang-kang                  | 黄冈市               | Huánggāng Shì                  | Chuang-čou     | 6 162 072             |                       |
| 4                     | Chuang-š’                    | 黄石市               | Huángshí Shì                   | Chuang-š’-kang | 2 429 318             |                       |
| 5                     | Ťing-men                     | 荆门市               | Jīngmén Shì                    | Tung-pao       | 2 873 687             |                       |
| 6                     | Ťing-čou                     | 荆州市               | Jīngzhōu Shì                   | Ša-š’          | 5 691 707             |                       |
| 7                     | Š’-jen                       | 十堰市               | Shíyàn Shì                     | Čang-wan       | 3 340 843             |                       |
| 8                     | Suej-čou                     | 随州市               | Suízhōu Shì                    | Ceng-tu        | 2 162 222             |                       |
| 9                     | Siang-jang                   | 襄阳市               | Xiāngyang Shì                  | Siang-čcheng   | 5 500 307             |                       |
| 10                    | Sien-ning                    | 咸宁市               | Xiánníng Shì                   | Sien-an        | 2 462 583             |                       |
| 11                    | Siao-kan                     | 孝感市               | Xiàogǎn Shì                    | Siao-nan       | 4 814 542             |                       |
| 12                    | I-čchang                     | 宜昌市               | Yíchāng Shì                    | Si-ling        | 4 059 686             |                       |
| Autonomní kraj        |                              |                      |                                |                |                       |                       |
| 13                    | En-š’ (tchuťiaský a miaoský) | 恩施土家族苗族自治州 | Ēnshī Tǔjiāzú Miáozú Zìzhìzhōu | En-š' (město)  | 3 290 294             |                       |
| Městské podprefektury |                              |                      |                                |                |                       |                       |
| 14                    | Tchien-men                   | 天门市               | Tiānmén Shì                    | –              | 1 418 913             |                       |
| 15                    | Čchien-ťiang                 | 潜江市               | Qiánjiāng Shì                  | –              | 946 277               |                       |
| 16                    | Sien-tchao                   | 仙桃市               | Xiāntáo Shì                    | –              | 1 175 085             |                       |
| Lesní obvod           |                              |                      |                                |                |                       |                       |
| 17                    | Šen-nung-ťia                 | 神农架林区           | Shénnóngjià Línqū              | –              | 76 140                |                       |

## Zajímavosti
- Podle domorodých legend žije v chu-pejských horách divoký člověk jie-žen a devítihlavý pták feng-chuang.
- Za vlády Mao Ce-tunga vznikl nedaleko Sien-ningu systém podzemních krytů, zamýšlený v případě války jako sídlo vlády, nazvaný Projekt 131.
- Pohoří Wu-tang na severozápadě provincie bylo pro množství historických klášterů zapsáno na seznam Světového dědictví. Do světového dědictví patří od roku 2016 také přírodní rezervace Šen-nung-ťia, významná svou biodiverzitou.